# Chiaramonti
Chiaramonti (sardisch: Tzaramònte, korsisch: Chjaramònti und sassaresisch: Ciaramònti) ist eine italienische Gemeinde (comune) mit 1526 Einwohnern (Stand 31. Dezember 2023) in der Metropolitanstadt Sassari auf Sardinien. Die Gemeinde liegt etwa 30 Kilometer ostnordöstlich von Sassari.

## Verkehr
Hier kreuzen sich die Strada Statale 132 die Ozieri von Ozieri nach Martis und die Strada Statale 672 Sassari-Tempio von Ploaghe nach Bortigiadas.
Am Ort liegt die Nuraghe Badde Cheja.

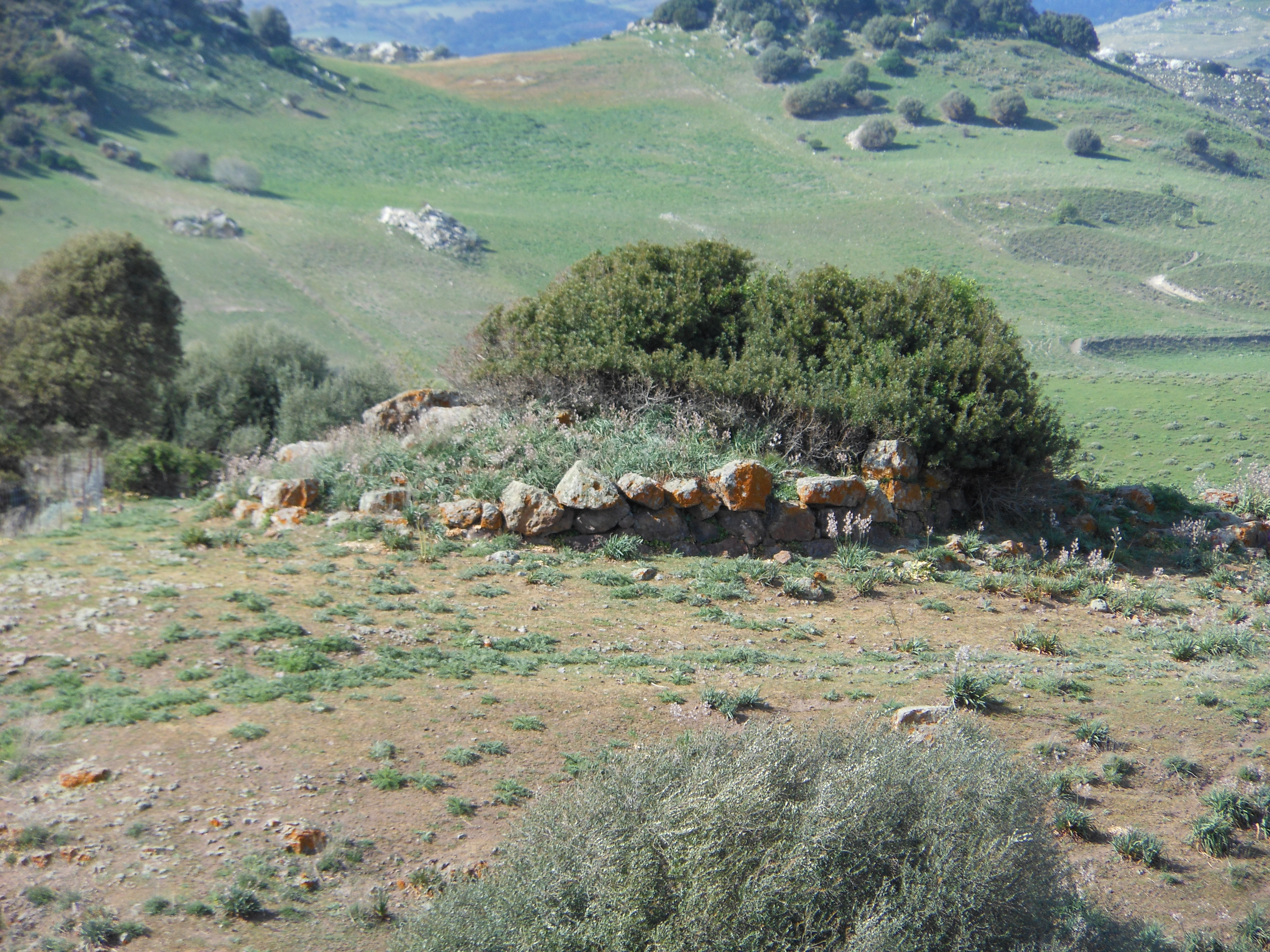
Nuraghe Badde Chej

## Persönlichkeiten
- Francesco Antonio Soddu (* 1959), römisch-katholischer Geistlicher, Bischof von Terni-Narni-Amelia
- Tommaso Spanu (1944 – 26. August 2015), weltberühmter, kreativer Pfeifenmacher, verarbeitete in erster Linie sardisches Bruyere-Holz